# Coiracoentanon
Coiracoentanon  (Korakoenitanon).- jedno od 12 izvornih plemena konfederacije Illinois (Cahokia, Chepoussa, Chinko, Espeminkia, Kaskaskia, Michibousa, Michigamea, Moingwena, Peoria, Tamaroa i Tapouaro), koje od ranih autora spominje La Salle. Njihov dom nalazio se (1640.) uz Des Moines u jugoistočnoj Iowi. –Tijekom 1680-tih i kasnije do 1690. Illinoisi su zauzeti ratovima. Nakon što su Francuzi potisnuli Irokeze u New Yorku, Osage i Missouri potisnuli su plemena Moingwena, Peoria, Tapouaro i Coiracoentanon. Moingwene su apsorbirani od Peoria, a plemena Tapouaro i Coiracoentanon su se izgubili u Kaskaskiama. O njima se kasnije neće više čuti.